# پیلیپوسیان
پیلیپوسیان (زبان ارمنی: Փիլիպոսյան), یکی از نام‌های خانوادگی رایج در میان ارمنیان می‌باشد.
- آرتیوم پیلیپوسیان
- هاسمیک پیلیپوسیان